# فيراري 550
فيراري 550 (بالإنجليزية: Ferrari 550)هي سيارة سياحية كبرى تم إنتاجها من قبل شركة فيراري .

## وصلات خارجية
- Care Racing - Ferrari 550-GTS Maranello owners and maintainers
- Convers Team نسخة محفوظة 28 سبتمبر 2007 على موقع واي باك مشين. - Ferrari 550-GTS campaigners
- MenX Racing - Ferrari 550-GTS campaigners